# 小哥 (辽朝)
小哥（？—973年），辽朝刺杀辽穆宗的人物，本是穆宗近侍，契丹人。
辽穆宗对待侍从残忍，经常用酷刑虐待。应历十九年（969年）二月，穆宗出猎怀州黑山（今内蒙古巴林左旗罕山）。猎获熊，欢饮方醉，驰还行宫。穆宗因进食稍稍迟缓，就想斩杀庖人。小哥与庖人辛古、盥人花哥等六人借捧食进膳之机，挟刀进帐，杀穆宗，逃走藏匿。飞龙使女里、侍中萧思温、南院枢密使高勋拥立耶律贤即位为辽景宗。辽景宗保宁五年（973年）十一月辛亥朔，擒获小哥、花哥、辛古等人，被辽国朝廷诛杀。